# Жінки в юдаїзмі

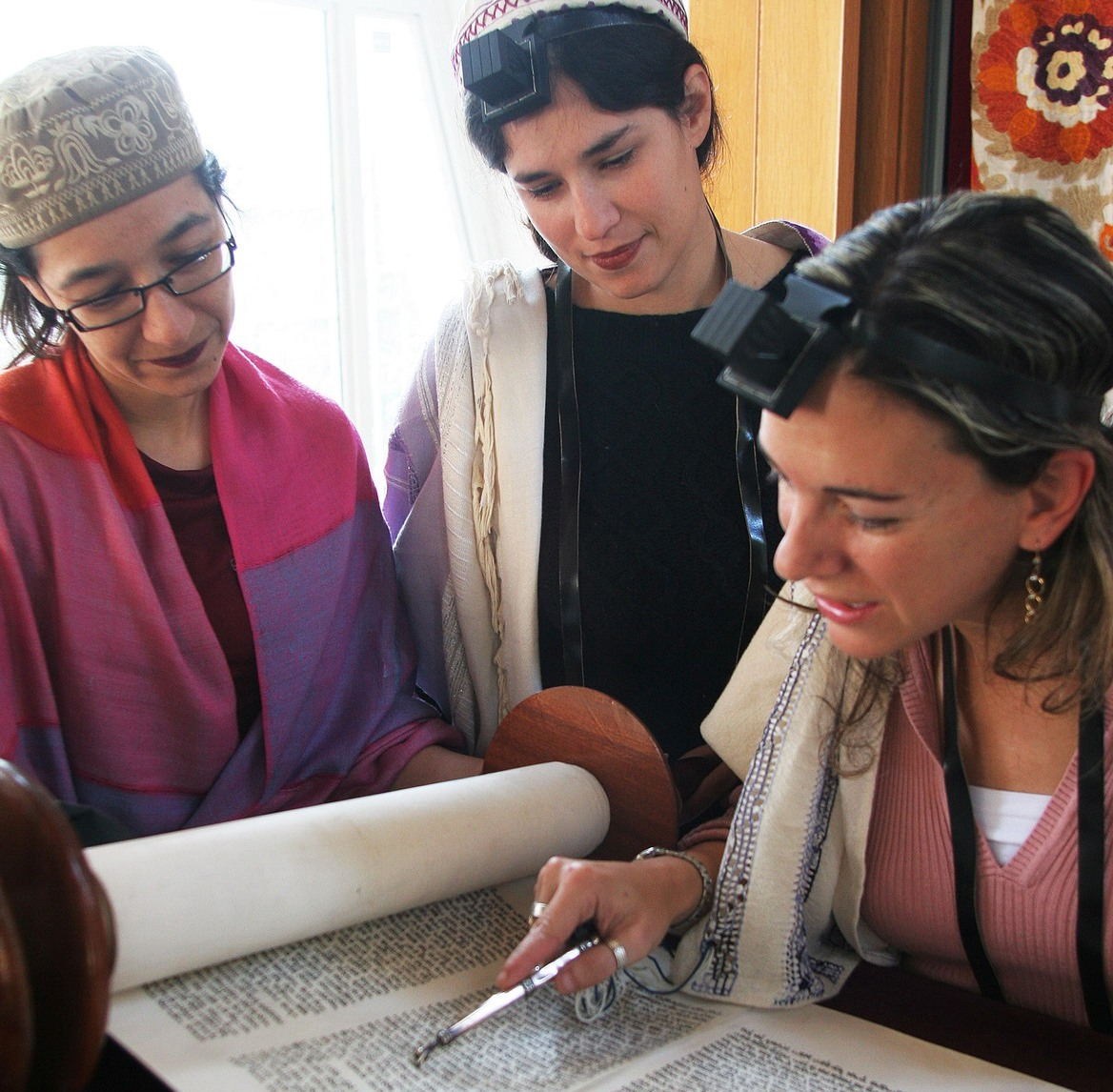
Рабинки читають Тору

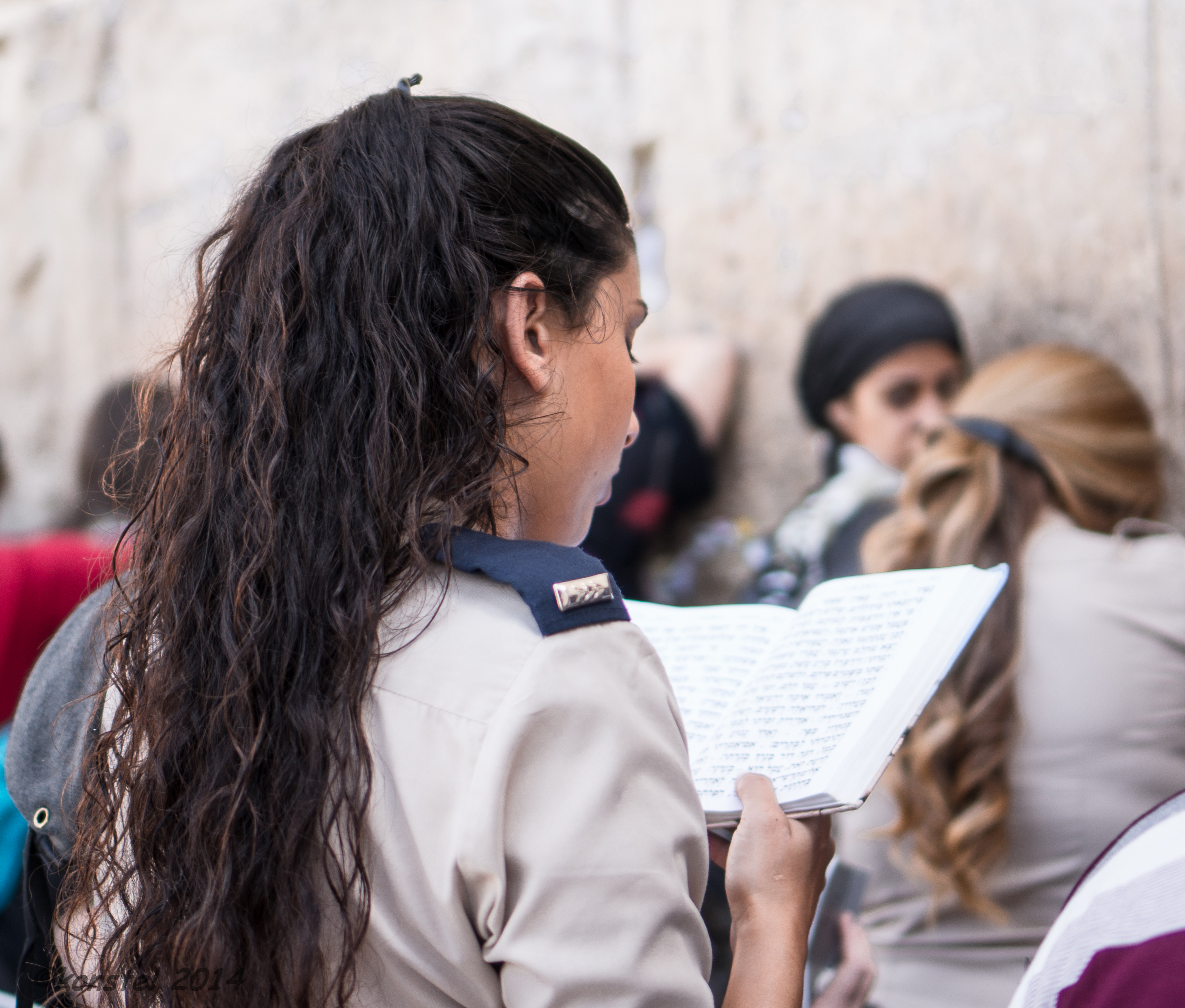
Ізраїльська жінка-солдат молиться біля Стіни плачу

Роль жінки в юдаїзмі визначена єврейською Біблією (Танахом), Усному Законі (збірці рабинської літератури), звичаями та культурними факторами. Хоча Танах та рабинська література розкривають різні жіночі ролі, як зразки для наслідування, релігійний закон за різних обставин по-різному ставиться до жінок. Згідно з дослідженням Дослідницького центру П'ю 2017 року, у світовій єврейській спільноті жінки складають більше (52%).
Стать має значення, оскільки у традиційному юдаїзмі приналежність до єврейського народу передається по матері, хоча ім'я батька використовується при згадуванні синів і дочок у Торі, як наприклад, «Діна, донька Якова».
Статус Левіта надається лише єврейському чоловікові, який є нащадком Левія по батьківській лінії; так само Коган є нащадком Аарона, першого Когана (івр. — священник).

## Біблійні часи
У порівнянні з чоловіками, жінок дуже мало згадується в Біблії за іменами та історичним ролями. Серед тих, хто згадується, є Праматері Сара, Ребекка, Рахіль і Лія; Міріам пророчиця; Девора суддя; Хульда пророчиця; Авігайла, яка вийшла заміж за Давида; Рахав; і цариця Есфір. У Біблії часто зустрічаються історії, де жінки відіграють ключову роль у руйнуванні встановлених владних структур. Це нерідко призводить до більш справедливих наслідків, ніж можна було б очікувати за звичайних обставин. Сучасні феміністки вважають ці історії важливими, оскільки вони не лише допомагають уявити життя єврейських жінок того періоду, а й демонструють приклади видатних жінок, які кидали виклик чоловічому домінуванню. Це особливо цінно, зважаючи на те, що життя більшості жінок того часу залишилося майже незадокументованим.
Згідно з єврейською традицією, між ізраїльтянами та Богом Авраама було укладено угоду (завіт) на горі Синай. Тора розповідає, що тоді на Синаї були присутні як ізраїльтяни, так і ізраїльтянки; однак угода була сформульована таким чином, що зобов'язувала чоловіків діяти відповідно до її вимог і гарантувати, що члени їхнього дому (дружини, діти та раби) також дотримуватимуться цих вимог. У такому розумінні завіт також зв'язував жінок, хоча й опосередковано.
Закони про шлюб і сім'ю в біблійні часи віддавали перевагу чоловікам, а не жінкам. Наприклад, чоловік міг розлучитися з дружиною, якщо захотів, але дружина не могла розлучитися з чоловіком без його згоди. Практика левіратного шлюбу застосовувалася до вдів, які не мали дітей від своїх померлих чоловіків, але не застосовувався до бездітних вдівців, у яких померла дружина. Але якщо він або вона відмовлялися від такого шлюбу, проводився ритуал, який називається халіца, під час якого вдова знімала черевик свого дівера, плювала перед ним і промовляла: «Ось що буває з тим, хто братові хати не збудує!» Закони про втрату цноти жінкою не мають чоловічого еквівалента. Багато з цих законів, наприклад, про левіратний шлюб, більше не практикуються в юдаїзмі (хоча халіца досі практикується). Ці та інші гендерні відмінності, виявлені в Торі, свідчать про те, що біблійне суспільство вважало найважливішим у сім'ї безперервність і єдність; однак вони також вказують на те, що жінки були підпорядковані чоловікам у біблійні часи. Чоловіки мали певні зобов'язання щодо своїх дружин, які часто посилювали гендерні ролі в культурі того часу. Ці зобов'язання включали забезпечення одягом, їжею та наявність сексуальних стосунків з їхніми дружинами.
Жінки брали участь в обрядовому житті. Вони (як і чоловіки) повинні були раз на рік здійснювати паломництво до Єрусалимського храму (чоловіки, якщо могли, на кожне з трьох головних свят) і приносити пасхальну жертву. Вони також робили це в особливих випадках життя, наприклад, коли приносили жертву тоду («вдячність») після пологів.
Згідно з єврейською традицією, Міхаль, дочка Саула і перша дружина царя Давида, прийняла заповіді тфіліну і ціциту, хоча ці вимоги стосувалися лише чоловіків. Багато міцвот (постанов), які стосуються чоловіків, стосуються також і жінок; однак жінки звільнені від постанов пов'язаних з часом (тобто вимог виконувати обов'язки в певний час), на відміну від вимог виконувати обов'язки в будь-який час або вимог утримуватися від дії. Існують дві відомі теорії чому так сталося: теорія прагматизму (виконання домашніх обов'язків жінки забирає їхній час) і духовна теорія (відповідно до традицій, «жінки мають вищу духовну мудрість», відому як біна («інтуїтивне розуміння»), що робить їх менш залежними, ніж чоловіків, від виконання своєчасних релігійних практик, для збереження міцного духовного зв'язку з Богом).
Жінки економічно залежали від чоловіків. Вони зазвичай не володіли майном, за винятком рідкісних випадків успадкування землі від батька, який не мав сина. Але «у таких випадках ці жінки були зобов'язані вийти заміж у межах племені, щоб земельні володіння племені не зменшилися і не перейшли з одруженням до іншого племені».

## Талмудичні часи
Згідно з галахою, жінки зобов'язані виконувати всі забороняючі заповіді (тобто заповіді, які забороняють певні дії, як наприклад «Не чини перелюбу»), але вони звільнені від виконання більшості обмежених за часом наказових постанов (тобто приписів до виконання ритуальних дій, які потрібно робити в певний час, наприклад, слухати шофар на Рош га-Шана). Проте жінці не забороняється виконувати міцву, від виконання якої вона була звільнена. Галаха також забезпечувала жінкам певний матеріальний та емоційний захист, пов'язаний із шлюбом і розлученням, яким більшість неєврейських жінок не користувалися протягом першого тисячоліття нашої ери. Кримінальне та цивільне законодавство того часу однаково ставилося до чоловіків і жінок.
Існують докази, що принаймні серед еліти жінки отримували освіту та вивчали Біблію і галахи. Освічена донька вченого вважалася вигідною нареченою, оскільки її знання цінувалися у шлюбі. У Талмуді згадуються жінки, які після смерті або вигнання своїх чоловіків змогли самостійно виховати дітей завдяки власній освіченості.
Класична єврейська рабинська література містить цитати, які можна розглядати як хвалебні, так і принизливі щодо жінок. Талмуд стверджує, що:
- Більша нагорода від Всемогутнього для (праведних) жінок, ніж (праведних) чоловіків[15]
- Десять мовних мір зійшли на світ; жінки взяли дев'ять[16]
- Жінки слабкі до грубих знань, тобто вони володіють більшою інтуїцією[17]
- Чоловік без жінки живе без радості, благословення і добра; чоловік повинен любити свою дружину, як самого себе, і поважати її більше, ніж самого себе[18]
- Коли рав Йосиф бар Хійя почув кроки своєї матері, він сказав: Дозволь мені встати перед наближенням божественної присутності[19]
- Ізраїль був викуплений з Єгипту завдяки своїм праведним жінкам[20]
- Чоловік повинен бути обережним і ніколи не говорити зневажливо зі своєю дружиною, тому що жінки схильні до сліз і чутливі до кривди[21]
- Жінки мають більшу віру, ніж чоловіки[22]
- Жінки мають більшу здатність проникливості[23]
- Жінки особливо ніжні[24]

Хоча в рабинській літературі небагато жінок згадуються поіменно, і жодна з них не є автором рабинських праць, ті, хто згадується, зображуються такими, що мають сильний вплив на своїх чоловіків. Іноді вони мають публічну персону. Прикладами є Брурія, дружина рабина Танна Меїра; Рахіль, дружина рабина Аківи; і Ялта, дружина рабина Нахмана. Дружина Елеазара бен Араха Іма Шалом порадила своєму чоловікові взяти на себе керівництво Синедріоном. Коли Елеазара бен Араха попросили взяти на себе роль Насі («принца» або президента Синедріону), він відповів, що спочатку повинен порадитися зі своєю дружиною, що він і зробив.

## Середньовіччя
Оскільки євреї вважалися громадянами другого сорту в християнському та мусульманському світах (юридично відомі в мусульманському світі як зіммі), єврейським жінкам було ще важче затвердити власний статус. Авраам Ґроссман стверджує у своїй книзі «Благочестиві та бунтівні: єврейські жінки в середньовічній Європі», що навколишнє суспільство сприймало єврейських жінок через призми трьох факторів: «біблійну та талмудичну спадщину; ситуацію в неєврейському суспільстві, в якому євреї жили та функціонували; і економічний статус євреїв, включаючи роль жінки в підтримці сім'ї». Гроссман використовує всі три фактори, щоб стверджувати, що загальний статус жінок у цей період підвищився.
У середні віки існував конфлікт між високими релігійними очікуваннями юдаїзму щодо жінок і реальністю суспільства, в якому жили ці єврейські жінки; це схоже на життя християнок того самого періоду. Це спонукало каббалістичну працю «Сефер Хакана» вимагати, щоб жінки виконували міцвот нарівні з чоловіками. Є свідчення, що в деяких громадах Ашкеназу в п'ятнадцятому столітті дружина рабина носила ціцит так само, як і її чоловік.

### Релігійне життя
Релігійні події середньовіччя спричинили пом'якшення заборони на навчання жінок Торі та зростання жіночих молитовних груп. Одним із місць, де жінки публічно брали участь у єврейських обрядах, була синагога. Ймовірно, жінки навчилися читати літургію на івриті.
За словами Джона Боукера, традиційно єврейські «чоловіки та жінки моляться окремо» . Це сягає стародавніх часів, коли жінки могли заходити лише до другого двору Храму". У більшості синагог жінки мали окрему частину, швидше за все, балкон; деякі синагоги мали окрему будівлю.
Відокремлення від чоловіків створили рабини в Мішні та Талмуді . Причина Галахи полягала в тому, що жінка та її тіло відволікали б чоловіків і наводили на них нечисті думки під час молитви. Завдяки такому рабинському тлумаченню вчені вважали роль жінок у синагозі обмеженою, а іноді навіть неіснуючою. Однак останні дослідження показали, що жінки насправді відігравали значнішу роль у синагозі та громаді загалом. Жінки зазвичай відвідували синагогу, наприклад, у шабат і свята.
Залежно від того, де жінки знаходилися в синагозі, вони могли нести таку ж саму службу, що й чоловіки, або проводили власні служби. Оскільки синагоги були великими, була призначена жінка, яка могла слідувати за кантором і повторювати молитви вголос для жінок. Жінки завжди відвідували богослужіння в шабат і свята, але починаючи з одинадцятого століття жінки стали більше залучатися до синагоги та її ритуалів. Сидіти жінкам окремо від чоловіків стало нормою в синагогах приблизно на початку тринадцятого століття. Однак жінки робили набагато більше, ніж просто молилися в синагозі. Однією з головних робіт жінок було прикрашати будівлю. Завіси для ковчега Тори та покривала для Тори, які шили жінки, збереглися й досі. Синагога була спільним місцем для чоловіків і жінок, де відбувалося богослужіння, навчання та громадська діяльність.
Зростання та збільшення популярності каббали, яка наголошувала на шехіні та жіночих аспектах божественної присутності та стосунків між людиною та божеством, і яка розглядала шлюб, як священну угоду між партнерами, а не просто цивільний договір, мало великий вплив. Каббалісти пояснювали явище менструації вираженням демонічного або гріховного характеру менструації. Ці зміни супроводжувалися посиленням вимог пієтизму, включаючи більші вимоги до скромного одягу та більші обмеження під час менструації. У той же час поширилися філософські та мідрашські тлумачення, що зображують жінок у негативному світлі, підкреслюючи подвійність між матерією та духом, у якому жіночість негативно асоціюється із землею та матерією.
Після вигнання євреїв з Іспанії в 1492 році жінки стали фактично єдиним джерелом єврейських ритуалів і традицій у католицькому світі у явищі, відомому як криптоюдаїзм (таємна прихильність до юдаїзму при публічному визнанні іншої віри) . Криптоєврейські жінки (єврейські жінки, які зовнішньо сповідували католицизм, але притримувалися практик юдаїзму) різали власних тварин і дотримувалися якомога більше єврейських дієтичних законів і ритуалів життєвого циклу, не викликаючи підозр. Іноді ці жінки переслідувалися представниками інквізиції за підозрілу поведінку, наприклад, запалювали свічки на честь суботи або відмовлялися їсти свинину, коли їм її пропонували. Інквізиція була націлена на криптоєврейських жінок принаймні, так само як і на криптоєврейських чоловіків, оскільки жінок звинувачували в увічненні єврейської традиції, тоді як чоловіки просто дозволяли своїм дружинам і донькам організовувати домашнє господарство таким чином.

### Домашнє життя

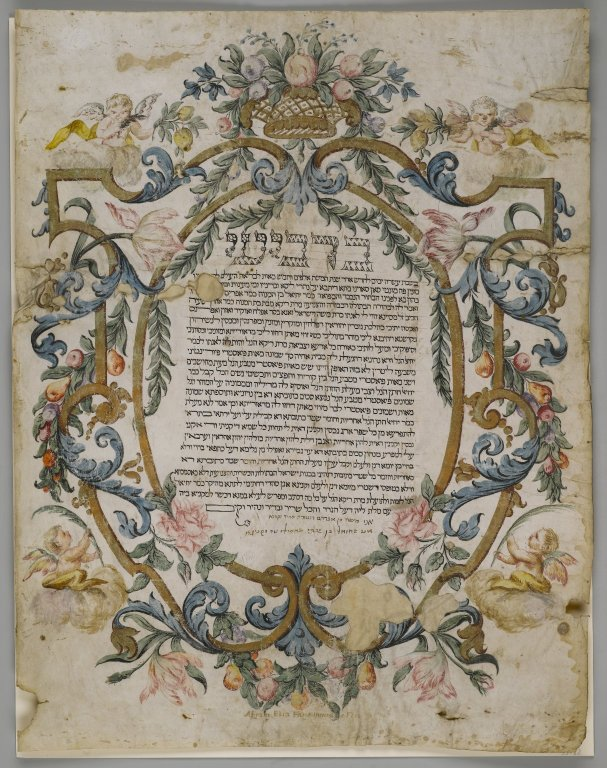
Єврейське свідоцтво про шлюб, датоване 1740 роком (Бруклінський музей)

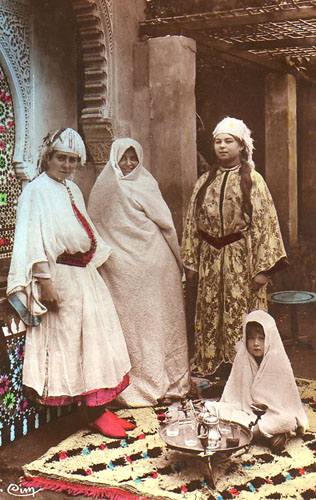
Марокканські єврейські жінки

Шлюб, домашнє насильство та розлучення — все це теми, які обговорювали єврейські мудреці середньовічного світу. Шлюб є важливим інститутом в юдаїзмі. Мудреці того періоду довго обговорювали цю тему. Дружина і мати на івриті називається «akeret habayit», що в перекладі означає «опора дому». У традиційному та ортодоксальному юдаїзмі акерет хабаїт, або жінка в домі, як правило виконує сімейні та домашні обов'язки.
Рабейну Ґершом видав рабинський декрет (Таккана), що забороняє полігінію (багатоженство) серед євреїв ашкеназів. У той час євреї сефарди та мізрахі не визнавали законності заборони.
Рабини запровадили законні методи, щоб дати жінкам можливість звертатися до рабинського суду з проханням розірвати шлюб. Маймонід постановив, що жінка, яка вважає свого чоловіка «огидним», може вимагати від суду примусового розлучення, через покарання непокірного чоловіка, «оскільки вона не схожа на полонянку, щоб піддаватися статевому акту з тим, кого вона ненавидить». Крім того, Маймонід постановив, що жінка може «вважати себе розлученою і вийти заміж повторно», якщо її чоловік був відсутній протягом трьох років або більше. Це було зроблено для того, щоб жінки, одружені з мандрівними купцями, не стали агунами (буквально «закріпленими» або «прикутими»), у тому випадку, якщо чоловік ніколи не повернеться.
Рабини також запровадили та посилили заборону домашнього насильства. Раббі Перец бен Елія постановив: «Плач дочок нашого народу був почутий щодо синів Ізраїлю, які піднімають руки, щоб бити своїх дружин. Але хто дав чоловікові владу бити свою дружину?» Рабин Меїр з Ротенберга постановив, що «так поводитись є звичкою язичників, але не дай Боже жодному єврею це робити. А той, хто б'є свою жінку, має бути відлучений від общини, бути під забороною і побитий». Рабин Меїр з Ротенберга також постановив, що дружина, яка зазнала побоїв, може звернутися до рабинського суду з проханням змусити чоловіка надати розлучення, при цьому їй нараховується грошовий штраф на додаток до звичайних грошей ктуви (єврейський шлюбний контракт/договір). Ці рішення були прийняті в суспільствах, де побиття дружин було законодавчо санкціонованим і рутинним.

### Освіта
Єврейські жінки мали обмежену освіту. Їх вчили читати, писати, вести господарство. Вони також здобули певну освіту з релігійного права, яке було важливим для їхнього повсякденного життя, наприклад, дотримання кошерності. Удома навчалися як християнки, так і єврейки. Хоча дівчата-християнки могли мати наставника як чоловіка, так і жінку, більшість єврейських дівчат мали наставницю-жінку. Вища освіта була нетиповою для жінок. Для єврейських жінок, які жили на контрольованих мусульманами землях існувало більше можливостей здобути освіту. Наприклад, близькосхідне єврейство мало велику кількість грамотних жінок.
Багато жінок здобули достатню освіту, щоб допомагати своїм чоловікам у бізнесі або навіть вести власний бізнес. Здається, єврейські жінки позичали гроші християнкам по всій Європі. Жінки також були переписувачами, акушерками, прядильницями та ткалями.
З певних контекстів Мішни та Талмуду можна зробити висновок, що жінки не повинні вивчати Мішну. Були жінки-правознавці танайської Тори, такі як дружина раббі Меїра, донька раббі Меїра та донька Ханіни бен Терадіона Дочка Ханіни знову згадується як мудрець у неталмудському тексті третього століття Трактат Семахот вірш 12:13. Вважається, що дружина рабина Меїра навчила його розуміти деякі вірші з Ісаї. У Мішні також є посилання на певних жінок, які навчають чоловіків Торі таємно, наче через завісу, щоб жоден чоловік не образився.
Єшива, або школа вивчення талмудизму, є «виключно чоловічим середовищем» через відсутність жінок серед студентів.
Маймонід
Маймонід прагнув підняти статус жінки над звичайним їх становищем у Середньовіччі. Наприклад, Маймонід дозволяв жінкам вивчати Тору, незважаючи на той факт, що інші сучасні та попередні юридичні висновки його часу цього не робили.
Хаїм Йосеф Девід Азулай, він же «Хіда»
Хіда писав, що жінки повинні вивчати Мішну, лише якщо вони цього хочуть. За словами Хіда, заборона навчати жінок не поширюється на жінку чи дівчину, які не мають відповідної мотивації. Його відповідь недоброзичливцям полягала в тому, що справді існує заборона викладати Мішну будь-якому студенту — чоловікові чи жінці — про якого відомо, що він не має належної підготовки та мотивації.
Один із найвидатніших ашкеназьких рабанімів минулого століття, Ізраїл Меїр Каган, відомий у народі як «Хофец Хаїм», віддавав перевагу навчанню Тори для дівчат, на противагу французьким «фінальним школам», в яких у його часи навчалися дочки буржуазії .
Йосип Соловейчик
Рабин Йосип Соловейчик навчав, що всі релігійні євреї ашкеназі, за винятком консервативних хасидів, повинні навчати Гемари дівчат, не тільки при наявності мотивації: «Якщо коли-небудь обставини вимагатимуть, щоб вивчення Тори ш-Ба'аль Пех було необхідним для забезпечення міцної основи віри, таке вивчення стає обов'язковим і, очевидно, лежить поза межами будь-якої заборони».

## Сьогодення

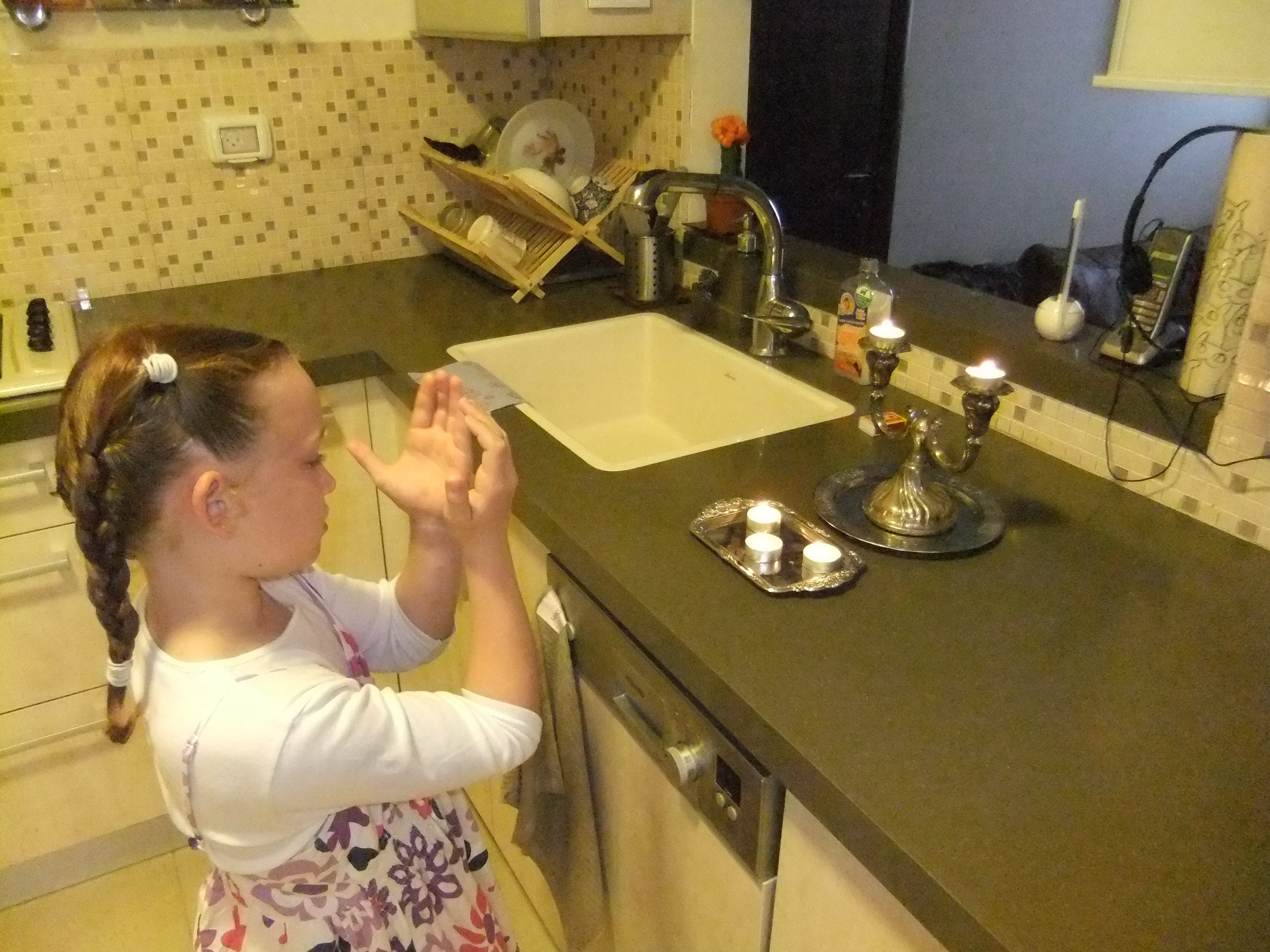
Дівчинка запалює суботні свічки

### Ортодоксальний юдаїзм
Ортодоксальний юдаїзм базується на гендерному розумінні єврейської практики (вирізняються різні ролі чоловіків і жінок у релігійному житті). Це відображає погляд, що всі створені унікальними, а не рівними. Це підкреслює думку про те, що кожна людина створена зі спеціальною, унікальною роллю у світі. Серед ортодоксальних євреїв існують ці відмінності. Більшість стверджує, що чоловіки та жінки виконують взаємодоповнюючі, але різні ролі в релігійному житті, що призводить до різних релігійних зобов'язань. Наприклад, жінки не обтяжені міцвотами, обмеженими за часом. Інші вважають, що деякі з цих відмінностей є не відображенням релігійного закону, а радше культурними, соціальними та історичними причинами. У сфері освіти жінки історично були звільнені від будь-яких досліджень, крім розуміння практичних аспектів Тори та правил, необхідних для ведення єврейського домашнього господарства. До двадцятого століття жінок часто не заохочували вивчати Талмуд та інші передові єврейські тексти. За останні 100 років ортодоксальна єврейська освіта для жінок значно просунулася вперед. Найбільше це втілено в розробці системи Дім Якова (узагальнена назва денних єврейських початкових і середніх шкіл для єврейських дівчат у всьому світі).
Протягом останніх 20 років ортодоксальні жінки працювали над змінами в релігійному житті в багатьох сферах: сприяли підвищенню жіночої освіти, сприяли включенню жінок у ритуальні дії у синагогах, сприяли жіночому громадському та релігійному лідерству тощо. Жінки просувають зміни, незважаючи на часту опозицію з боку рабинських лідерів. Деякі ортодоксальні рабини намагаються нехтувати змінами, стверджуючи, що жінки мотивовані соціологічними причинами, а не «справжніми» релігійними мотивами. Наприклад, ортодоксальні, харедські та хасидські рабини не рекомендують жінкам носити кіпу, таліт або тфілін.
У більшості ортодоксальних синагог жінки не мають права виголошувати діврей Тора — короткі промови, як правило, про тижневу частину Тори — після або між службами; шиурим — лекція на будь-яку тему Тори, які виголошують чоловіки. Крім того, у багатьох ортодоксальних синагогах є фізичні бар'єри (відомі як мехіцот), що розділяють ліву та праву частини синагоги (а не звичайний поділ між основним поверхом і великими балконами), причому жіноча частина розташована з одного боку, а чоловіча — з іншого боку. Технічно достатньо мехіци більше чотирьох футів (десять долонь), навіть якщо чоловіки бачать жінок, хоча це не бажано. Мехіца служить для підвищення якості молитви, гарантуючи, що чоловіки не відволікаються на протилежну стать. Типова мехіца складається з дерев'яних панелей на колесах, часто покритих одностороннім склом, щоб жінки могли бачити читання Тори.

#### Правила скромності
Хоча юдаїзм вимагає скромності як для чоловіків, так і для жінок важливість скромності в одязі та поведінці особливо наголошується серед жінок і дівчат у ортодоксальній громаді. Більшість ортодоксальних жінок носять тільки спідниці і уникають штанів, а більшість заміжніх жінок прикривають волосся хусткою (тікель), снудом, шапкою, беретом або перукою.

#### Правила сімейної чистоти
Згідно з єврейським законом, ортодоксальні єврейські жінки утримуються від тілесного контакту зі своїми чоловіками під час менструації, а також протягом 7 чистих днів після менструації та після народження дитини. Ізраїльський рабинат нещодавно затвердив жінок на посади йоацот, галахічних радників з чутливих особистих питань, таких як сімейна чистота.

#### Сучасний ортодоксальний юдаїзм
Рабин Джозеф Б. Соловейчик, лідер, який має великий вплив на сучасне ортодоксальний юдаїзм в Сполучених Штатах, не рекомендує жінкам бути керівниками синагог чи займати будь-які інші офіційні керівні посади, виконувати інші міцви (заповіді), які традиційно виконуються виключно чоловіками, наприклад, носіння таліту або тфіліну. Друга причина, чому тільки чоловіки носять тфілін, полягає в тому, що тфілін допомагає чоловікам не думати про нечисті думки. Вважається, що жінкам у цьому не потрібна допомога. Соловейчик писав, що хоча жінкам не бракує здатності виконувати такі дії, немає мезори (єврейської традиції), яка б це дозволяла.
З появою фемінізму жіночі проблеми викликали більше інтересу. Багато сучасних ортодоксальних єврейських жінок і сучасних ортодоксальних рабинів прагнули збільшити та розширити єврейську освіту для жінок. Оскільки більшість сучасних ортодоксальних жінок навчаються в коледжах, і багато з них отримують вчені ступені в різних областях, сучасні ортодоксальні громади сприяють світській освіті жінок. У кількох сучасних ортодоксальних синагогах жінки служать священнослужителями, зокрема Гіла Клетенік у конгрегації Кехілат Джешурун . У 2013 році Єшиват Махарат, розташований у Сполучених Штатах, став першою ортодоксальною установою, яка визнала жінок служителями. Випускники Єшиват Махарат не називали себе «рабинами». Титул, який вони отримали, — «махарат». Однак у 2015 році Єшиват Махарат проголосив Яффу Епштейн рабином. Також у 2015 році Ліла Кагедан була проголошена рабином тією ж організацією, що зробило її першим випускником, який отримав титул «Рабин».
У 2013 році Малка Шапс стала першою жінкою-деканом харедського університету в ізраїльському університеті, коли її призначили деканом факультету точних наук університету Бар Ілан.
У 2014 році була надрукована перша в історії книга галахічних постанов, яка написана жінками (Ідіт Бартов та Анат Новосельський). Жінки були визнані муніципальним рабином Ефрату, рабином Шломо Ріскіним, після завершення п'ятирічного курсу жіночого коледжу Мідрешет Лінденбаум із вивчення єврейського права, а також складання іспитів, еквівалентних вимогам рабинату для чоловіків.
У 2010 році Сара Гурвіц стала першою жінкою, проголошеною «раби» або жіночого еквівалента рабина, коли вона почала служити духовним лідером «Відкритого ортодоксального юдаїзму» в Рівердейлі, Бронкс, Нью-Йорк 10 червня У 2015 році д-р Міш Хаммер-Косой і Рахель Берковіц стали першими двома жінками, проголошеними в сучасні ортодоксальні єврейські раби в Ізраїлі.
У червні 2015 року Ліла Кагедан була визнана Єшиватом Махаратом і відповідно до нової політики їй було надано свободу вибору власного титулу, який вона вибрала «Рабин». Вона офіційно стала першою жінкою Сучасним ортодоксальним рабином в Сполучених Штатах Америки, коли сучасний ортодоксальний єврейський центр Mount Freedom у Рендольфі, штат Нью-Джерсі, найняв її духовним лідером у січні 2016 року. Станом на 2019 рік Кагедан працює рабином у синагозі Walnut Street.
Восени 2015 року Рада рабинів Америки прийняла резолюцію, в якій говориться: «Члени RCA, які обіймають посади в ортодоксальних інституціях, не можуть проголошувати жінок ортодоксальними рабинами, незалежно від титулу, що використовується; або наймати чи ратифікувати наймання жінки на посаду рабина в ортодоксальному закладі; або дозволити використовувати титул, що передбачає рабинське визнання, вчителем Лімудей Кодеш у ортодоксальному закладі».
Також у 2015 році Дженні Розенфельд стала першою жінкою-ортодоксальним духовним радником в Ізраїлі. (Зокрема, вона стала духовним радником, яку також називають манхіга ручаніт, для громади Ефрат).
У 2016 році було оголошено, що Ефраїм Мірвіс створив посаду мааян, на якій жінки будуть радниками з питань єврейського законодавства у сфері сімейної чистоти та вихователями дорослих у ортодоксальних синагогах. Для цього потрібен 18-місячний заочний курс навчання, який є першим таким курсом у Сполученому Королівстві. 23 серпня 2016 року Карміт Файнтух стала першою жінкою в Єрусалимі, Ізраїль, яку взяли на роботу як сучасного ортодоксального «рабаніта» і духовного лідера.
У 2017 році Ортодоксальний союз прийняв політику, яка забороняє жінкам служити священнослужителями, мати титули, такі як «рабин», або виконувати звичайні духовні функції навіть без титулу в своїх конгрегаціях у Сполучених Штатах.

#### Жіночі молитовні групи

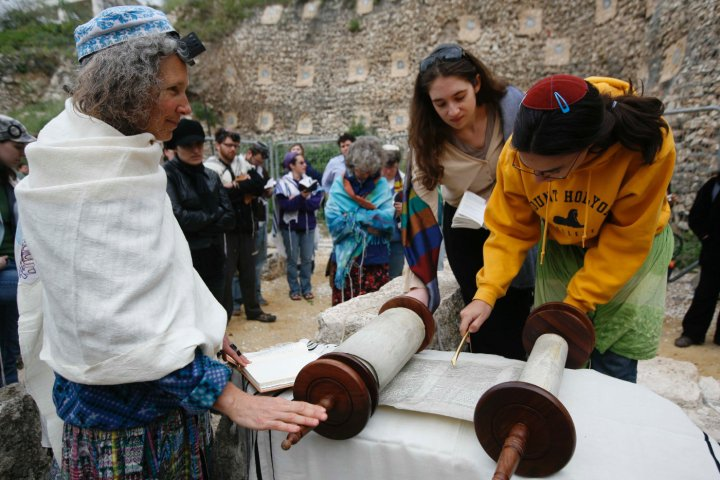
Читання Тори в Арці Робінзона

Окремі єврейські жіночі молитовні групи були санкціонованим звичаєм серед німецьких євреїв у середньовіччі. Коль Бо передбачає в законах Тиша Бе-Ав:
І вони декламують там панахиди близько чверті ночі, чоловіки в своїй синагозі, а жінки в своїй синагозі. Так само протягом дня чоловіки читають панахиди самі, а жінки окремо, поки не пройде приблизно третина дня.

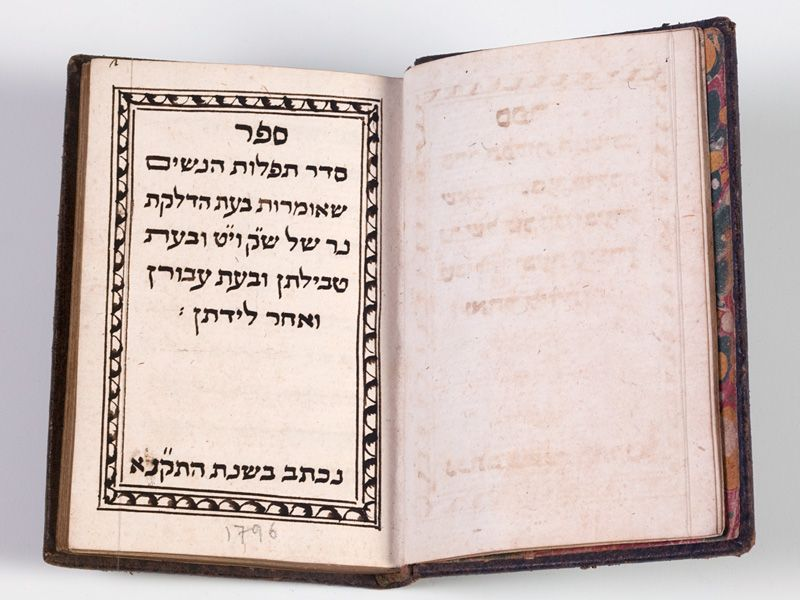
Єврейський рукопис із молитвами для жінок, Італія 1791 р. З колекції Єврейського музею Швейцарії.

У Німеччині в дванадцятому і тринадцятому століттях жіночі молитовні групи очолювали жінки-кантори. Рабин Еліезер із Вормса у своїй елегії для своєї дружини Дульки хвалив її за те, що вона навчила інших жінок молитися та прикрасила молитву музикою. На могилі Уранії з Вормсів, яка померла в 1275 році, міститься напис «яка співала піюти для жінок з музичним голосом». У Нюрнберзькій меморіальній книзі одна Річенца була вписана під титулом «молитовник жінок».
Ортодоксальні жінки віднедавна почали проводити організовані жіночі тефіли (молитовні) групи, починаючи з 1970-х років. Хоча всі ортодоксальні юридичні органи погоджуються, що жінкам заборонено формувати міньян (молитовний кворум) для регулярних богослужінь, жінки в цих групах читають молитви та вивчають Тору. Ряд лідерів з усіх сегментів ортодоксального юдаїзму прокоментували це питання, але воно мало незначний, хоча й зростаючий, вплив на юдаїзм харедів і сефардів . Однак поява цього явища втягнула сучасний ортодоксальний юдаїзм у дебати, які тривають і сьогодні. Існує три школи думки з цього питання:
- Найбільш обмежувальна точка зору, якої дотримуються кілька рабинів, постановляє, що всі жіночі молитовні групи абсолютно заборонені галахою (єврейським законом).[90]
- Більш ліберальна, вседозволена точка зору стверджує, що жіночі молитовні групи можуть бути сумісні з галахою, але лише якщо вони не виконують повну молитовну службу (тобто не включають певні частини служби, відомої як дварім шебікдуша, які вимагають міньяну; для наприклад, декламація кадішу або читання Тори), і лише якщо послуги духовно та щиро мотивовані, як це зазвичай буває; вони не можуть бути покарані, якщо їх надихає бажання повстати проти галахи . До цієї групи входять рабин Авраам Елкана Шапіро, колишній головний рабин Великобританії Іммануель Якобовіц і рабин Аві Вайс.[91] Це загальна точка зору.
- Третя точка зору наводить аргументи на користь прийнятності виклику жінок до Тори під час змішаних служб і ведення певних частин служби, які не вимагають міньян, за певних умов.[92][93]

У 2013 році ізраїльська ортодоксальна рабинська організація «Бет Гілель» випустила галахічне розпорядження, яке дозволяє жінкам вперше вимовляти молитву Кадіш в пам'ять про своїх померлих батьків.

#### Жінки як свідки
Традиційно жінкам не дозволяється виступати свідками в ортодоксальному Бет-Діні (рабинському суді), хоча нещодавно їм було дозволено виступати як тоаноти (адвокати) у цих судах. Жінкам також дозволено надавати свідчення під присягою, і їхні заяви вважаються цілком достовірними в ритуальних питаннях. Вилучення жінок як свідків має винятки, які вимагали дослідження згідно з рабинським правом, оскільки роль жінки в суспільстві та зобов'язання релігійних груп згідно із зовнішнім цивільним правом нещодавно стали предметом все більшої уваги.

Нещодавній випадок рабина Мордехая Тендлера, першого рабина, якого було виключено з Ради рабинів Америки після звинувачень у сексуальних домаганнях, продемонстрував важливість роз'яснення ортодоксальної галахи в цій сфері. Рабин Тендлер стверджував, що традиція вилучення свідчень жінок повинна змусити RCA ігнорувати звинувачення. Він стверджував, що оскільки свідчення жінки не можуть бути прийняті в рабинському суді, проти нього не було дійсних свідків, і, отже, справу про його вигнання має бути закрито через відсутність доказів. У світлі необхідності ортодоксальних жінок бути здатними до правового самозахисту згідно з єврейським законодавством харедський рабин Бенціон Воснер, написавши від імені Шевет Леві Бет Дін (Рабинському суду) Монсі, Нью-Йорк, визначив випадки сексуальних домагань як такі, що класифікуються як винятки із традиційного вилучення, згідно з яким «навіть діти чи жінки» мають не тільки право, але й обов'язок давати свідчення, і на них рабинський суд може покладатися як на дійсних свідків:
Меїр Абулафія в Хошен Мішпат (Сіман 35, 14) постановляє, що у випадку, коли збираються лише жінки, або у випадку, коли лише жінки можуть свідчити (у цьому випадку ймовірне переслідування відбувалося за зачиненими дверима), вони можуть і повинні, безумовно свідчити. (Терумас Хадешен Сіман 353 і Агуда Перек 10, Йохасін

Це також рішення Махаріка, Радваза та Махарі з Мінца. Навіть ті Посеки, які зазвичай не покладаються на жінок-свідків, вони, звичайно, погодяться, що в нашому випадку… якщо є достатньо доказів того, що цей рабин порушив заповіді Тори, тоді навіть діти чи жінки, безперечно, можуть бути кошерними як свідки, як Хатам Софер зазначив у своєму сефері (монографії) (Орах Хаїм Т'шува 11)
Рада рабинів Америки, хоча спочатку покладалася на власне розслідування, вирішила покластися на галахічне рішення харедського рабинського органу як авторитетне в цій ситуації.

#### Ортодоксальні підходи до змін
Лідери громади Хареді є непохитними у своїй опозиції і вважають, що ролі жінки не підлягають змінам, стверджуючи, що релігійні та соціальні обмеження щодо жінок, продиктовані традиційними єврейськими текстами, є позачасовими та не піддаються впливу сучасних соціальних змін. Багато хто також стверджує, що надання традиційно чоловічих ролей жінкам лише зменшить здатність жінок і чоловіків вести справді повноцінне життя. Послідовники громади Хареді також іноді сприймали аргументи на користь лібералізації як такі, що насправді походять від антагонізму до єврейського закону та вірувань загалом, стверджуючи, що збереження віри вимагає опору світським і «неєврейським» ідеям.
Сучасний ортодоксальний юдаїзм, особливо в його більш ліберальних варіантах, має тенденцію дивитися на пропоновані зміни в ролі жінок на конкретній основі, зосереджуючись на аргументах щодо релігійної та правової ролі конкретних молитов, ритуалів і індивідуальних дій. Такі аргументи, як правило, зосереджуються на випадках, коли Талмуд та інші традиційні джерела висловлюють численні або більш ліберальні точки зору, особливо там, де роль жінок у минулому була, мабуть, ширшою, ніж у новітні часи. Прихильники фемінізму в ортодоксальному юдаїзмі, як правило, залишалися в рамках традиційного правового процесу аргументації, шукаючи поступового підходу та уникаючи масових аргументів проти релігійної традиції як такої, ортодоксальний феміністичний рух, що зростає, прагне розв'язувати проблему гендерної нерівності.

### Агунот
Агунот (з івриту: «прикуті жінки») — жінки, які бажають розлучитися зі своїми чоловіками, але чиї чоловіки відмовляються дати їм договір про розлучення (на івриті звучить як «ґет» і означає лист про розлучення). Це поняття відноситься також і до жінки, чоловік якої зник і може бути або мертвим, або живим. В ортодоксальному юдаїзмі тільки чоловік здатний давати ґет.

### Консервативний юдаїзм
Хоча позиція консервативного юдаїзму щодо жінок спочатку мало відрізнялася від позиції ортодоксального, останніми роками він мінімізував правові та ритуальні відмінності між чоловіками та жінками. Комітет з єврейського права та стандартів (CJLS) Асамблеї рабинів схвалив низку рішень та відповідей на цю тему. Вони дають брати участь жінкам у таких сферах, як:
- Публічне читання Тори (ba'al kriah)
- Враховують їх, як частину міньяну
- Кличуть на алію для читання Тори
- Дозволяють служити канторами (shaliach tzibbur)
- Дозволяють виконувати обов'язки рабина та галахічного вирішувача (посек — арбітр у справах релігійного права)
- Одягати таліт і тфілін

Рабин може прийняти або не прийняти певні правила для конгрегації; таким чином, деякі консервативні збори будуть більш-менш егалітарними, ніж інші. Однак існують інші сфери, де між чоловіками та жінками залишаються правові відмінності, зокрема: матрилінійне походження. Дитина єврейської матері народжується євреєм; дитина батька-єврея народжується євреєм тоді і тільки тоді, коли мати є єврейкою.
Консервативна єврейська ктува містить положення, яке ставить чоловіка та дружину в більш рівне становище, коли йдеться про закон шлюбу і розлучення в галахі.
CJLS нещодавно підтверджено зобов'язання консервативних жінок дотримуватися ніди (статевої стриманості під час і після менструації) і мікви (ритуального занурення) після менструації, хоча й дещо лібералізує деякі деталі. Цієї практики, незважаючи на вимоги консервативного юдаїзму, не дуже дотримуються консервативні миряни.

#### Зміни в позиції консерваторів

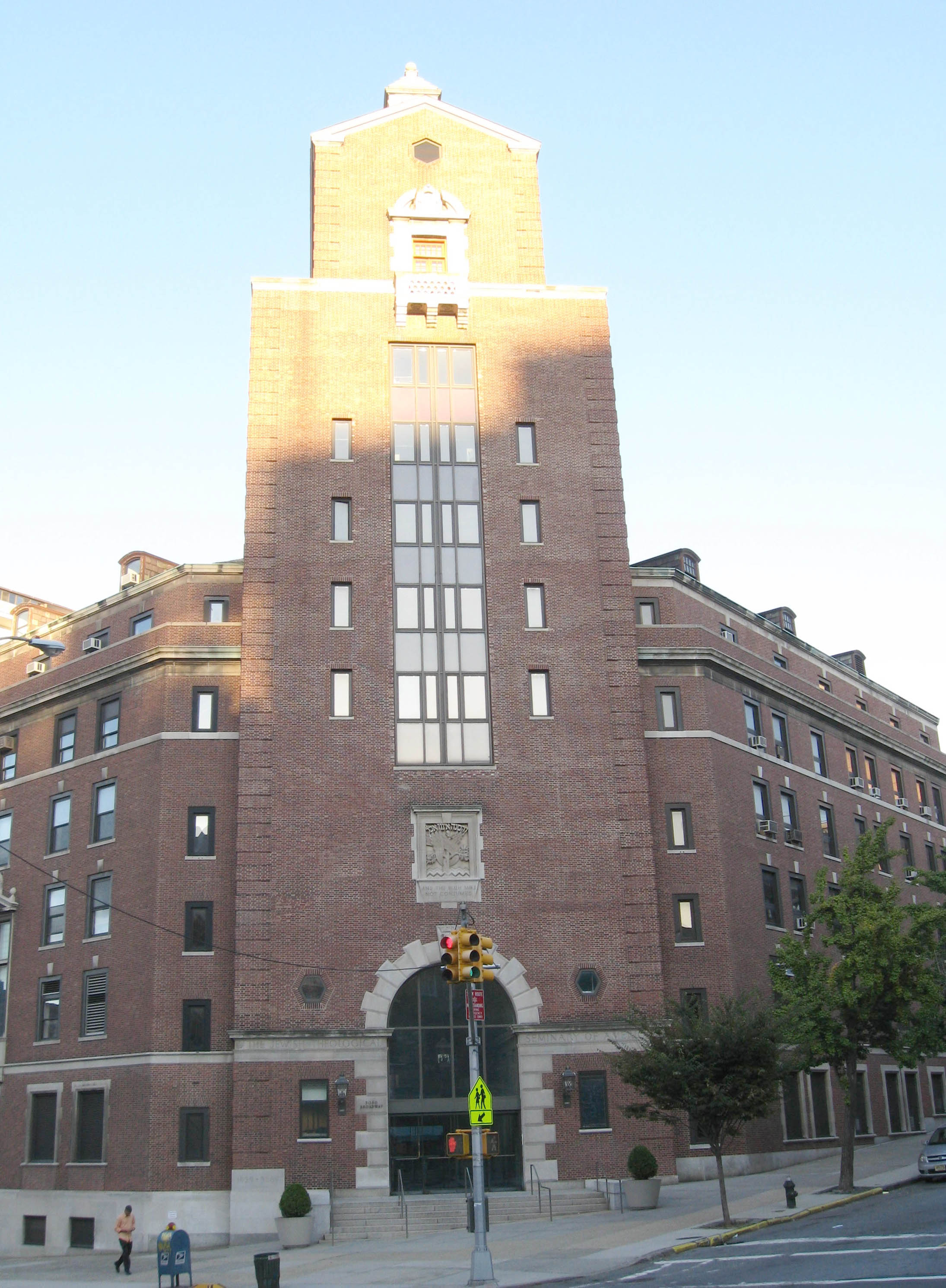
Будівля JTSA за адресою 3080 Broadway на Мангеттені

До 1973 року консервативний юдаїзм мав більш обмежену роль для жінок і був більше схожий на сучасний ортодоксальний юдаїзм. Проте до 1973 року в консервативному юдаїзмі відбулися деякі помітні зміни на користь розширення ролі жінок. У 1946 році у новому сидурі Сільвермена традиційні слова подяки Богу за те, що «не зробив мене жінкою», замінили на слова подяки Богу за те, що «зробив мене вільною людиною». У 1955 році CJLS Асамблеї рабинів видав рішення, яке дозволяло жінкам здійснювати алію під час служб читання Тори. У 1973 році CJLS Асамблеї рабинів проголосувала, що жінки можуть рахуватися в міньяні
Існувала спеціальна комісія, призначена консервативним рухом для вивчення питання изнанняя інок рабинами, яка збиралася між 1977 і 1978 роками і складалася з одинадцяти чоловіків і трьох жінок; жінками були Маріан Сінер Гордон, адвокат, Рівка Гарріс, ассиріолог, і Франсін Клагсбрун, письменниця. У 1983 році викладачі Єврейської теологічної семінарії Америки (JTSA) проголосували, за призначення жінок рабинами та канторами. Пола Хайман, серед інших, брала участь у голосуванні як член факультету JTS.
У 2002 році CJLS адаптували рішення рабина Девіда Файна «Жінки та міньян», який надає офіційну релігійно-правову основу для жінок, які підраховують міньян, і пояснює поточний консервативний підхід до ролі жінок у молитві. Ця відповідь стверджує, що хоча єврейські жінки традиційно не мають таких же обов'язків, як чоловіки, жінки-консерватори, як колективне ціле, добровільно взяли їх на себе. Через це колективне зобов'язання Fine responsum стверджує, що жінки-консерватори мають право бути особами, які приймають рішення для інших. У відповіді також стверджується, що традиційно налаштовані громади та окремі жінки можуть відмовитися від цього.
У 2006 році CJLS ухвалили три рішення щодо ніди, які зобов'язали жінок консервативного юдаїзму утримуватися від статевих стосунків під час та після менструації та занурюватися в мікву перед відновленням, одночасно лібералізувавши вимоги дотримання, включаючи скорочення тривалості менструації, період ніди, скасування обмежень на несексуальні контакти під час ніди та зменшення обставин, за яких кров'янисті виділення та подібні умови вимагатимуть утримання.
У всіх випадках дотримання ортодоксального підходу також дозволялося як варіант. Окремі консервативні рабини та синагоги не зобов'язані приймати жодні з цих змін, і невелика кількість не прийняла жодної з них.

### Реформований юдаїзм

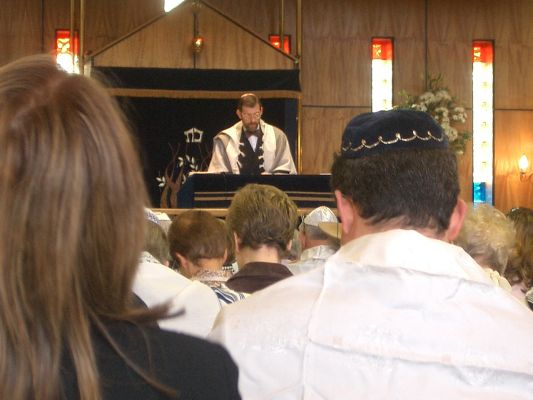
Сучасне реформаторське служіння, де деякі прихожани носять головні убори та молитовні шалі.

Реформований юдаїзм вірить у рівність чоловіків і жінок. Реформаторський рух відкидає ідею, що галаха (єврейський закон) є єдиною законною формою прийняття рішень євреями, і вважає, що євреї можуть і повинні враховувати свою совість і етичні принципи, притаманні єврейській традиції, коли вирішують правильний курс дій. Існує широко поширений консенсус серед євреїв-реформістів щодо того, що традиційні відмінності між роллю чоловіків і жінок суперечать глибшим етичним принципам юдаїзму. Це дозволило реформістським громадам дозволити жінкам виконувати багато ритуалів, традиційно призначених для чоловіків, наприклад:
- Публічне читання Тори (ba'al kriah)
- Бути частиною міньяну
- Бути покликаними на алію для читання Тори
- Служити кантором (shalich tzibbur)
- Виконанувати обов'язків рабина та галахічного вирішувача (посек)
- Одягати таліт і тфілін

Занепокоєння щодо змішаних шлюбів також вплинуло на позицію євреїв-реформаторів щодо статі. У 1983 році Центральна конференція американських рабинів прийняла резолюцію, яка скасувала необхідність офіційного навернення для будь-кого, у кого принаймні один батько єврея, який підтвердив єврейську ідентичність. Це відійшло від традиційної позиції, що вимагає формального переходу в юдаїзм для дітей, які не мають матері-єврейки. Резолюція американського реформаторського руху 1983 року була неоднозначно сприйнята реформістськими єврейськими громадами за межами Сполучених Штатів. Зокрема, Ізраїльський рух за прогресивний юдаїзм відкинув батьківське походження та вимагає офіційного навернення для всіх, хто не має матері-єврейки. Крім того, об'єднаний ортодоксальний, традиційний, консервативний і реформаторський Бет-Дін, сформований у Денвері, штат Колорадо, для просування єдиних стандартів переходу в юдаїзм, був розпущений у 1983 році через резолюцію реформ. Однак у 2015 році більшість Асамблеї реформістських рабинів Великобританії проголосувала за позиційний документ, в якому пропонувалося, «що особи, які живуть єврейським життям і є євреями по батьківській лінії, можуть бути прийняті до єврейської громади та підтверджені як євреї через індивідуальний процес». Британська асамблея реформаторських рабинів заявила, що рабини «зможуть ухвалювати місцеві рішення — ратифіковані Бет-діном — підтверджуючи єврейський статус».
Ліберальні молитовники дедалі частіше уникають слів і займенників, пов'язаних із чоловіками, прагнучи, щоб усі посилання на Бога в перекладах були зроблені гендерно нейтральною мовою. Наприклад, Сідур Лев Чадаш (1995) Ліберального руху Великої Британії робить це так само, як і Форми молитви Реформаційного руху Великобританії (2008). У Мішкан Тфіла, американському реформаторському юдейському молитовнику, виданому в 2007 році, посилання на Бога як «Він» були видалені, і щоразу, коли вказуються єврейські патріархи (Авраам, Ісак і Яків), також згадуються і матеріархи (Сара, Ревека, Рахиль і Лія). У 2015 році був випущений молитовник Мішкан Ха-Нефеш до Великих Святих Днів у редації реформованого юдаїзму; він призначений як додаток для Мішкан Тфіла. Він містить версію молитви Авіну Малкейну на Великі Святі Дні, в якій Бог згадується як «Люблячий Батько» та «Співчутлива Матір». Іншими помітними змінами є заміна рядка з попереднього молитовника Реформаторського руху «Ворота покаяння», в якому згадується радість нареченого і нареченої, на рядок «радіти з парами під хупою [весільний балдахін]», а також додавання по-третє, негендерний варіант того, як віруючих закликають до Тори, пропонуючи вийти «з дому» [мібеїт], на додаток до традиційних слів «нехай вийде син» або «нехай вийде дочка».
У 2008 році Стейсі Оффнер стала першою жінкою-віце-президентом Союзу за реформований юдаїзм, і обіймала цю посаду протягом двох років. У 2015 році Деріл Мессінгер стала першою жінкою-головою Союзу.

#### Реформаторські підходи до змін
Реформований юдаїзм загалом вважає, що різні відмінності між ролями чоловіків і жінок у традиційному єврейському праві не стосуються сучасних умов і не застосовуються сьогодні. Відповідно, не було потреби розвивати юридичні аргументи, аналогічні тим, які висувалися в ортодоксальному та консервативному рухах.

### Реконструкційний юдаїзм
Рівність жінок і чоловіків є центральним принципом і відмінною рисою реконструкціоністського юдаїзму. З самого початку існування реконструкційного юдаїзму дозволяв чоловікам і жінкам молитися разом — рішення, засноване на філософії егалітаризму. Саме на цій основі рабин Мордехай Каплан закликав до повної рівності жінок і чоловіків, незважаючи на очевидні труднощі узгодження цієї позиції з нормами традиційної єврейської практики. Реконструкційний рух із самого початку призначав жінок рабинами. У 1968 році жінок прийняли до Реконструкційного рабинського коледжу під керівництвом Іри Ейзенштейн. Перша визнана жінка-рабин-реконструктор Сенді Айзенберг Сассо служила рабином Конгрегації реконструкціоністів Манхеттена в 1976 році, а в 1977 році отримала кафедру в конгрегації Бет Ель-Зедек в Індіанаполісі. Сенді Айзенберг Сассо була прийнята без дебатів чи подальших суперечок. У 2005 році у 24 із 106 синагог реконструкційного юдаїзму в США жінки були старшими або помічниками рабинів. У 2013 році рабиня Дебора Ваксман була обрана президентом Реконструкційного рабинського коледжу. Як президент, вона вважається першою жінкою і першою лесбійкою, яка очолила єврейський конгрегаційний союз, а також першою жінкою-рабином і першою лесбійкою, яка очолила єврейську семінарію; Реконструкційний рабинський коледж є одночасно конгрегаційним союзом і семінарією.
Спільнота реконструкціоністів почала включати жінок у міньян і дозволяти їм підходити до Тори для алії. Вони також продовжували практикувати бат-міцву. Реконструкційний юдаїзм також дозволяв жінкам виконувати інші традиційні чоловічі завдання, такі як бути свідками, вести службу, публічно читати Тори та носити ритуальний молитовний одяг, такий як ярмулка і таліт. Жінки-рабині-реконструктори відіграли важливу роль у створенні ритуалів, історій і музики, які почали виділяти жіночий голос в юдаїзмі. Основна увага приділяється ритуалам для подій життєвого циклу. Були створені нові ритуали церемоній народження, весілля, розлучення, навернення, відлучення, а також настання менархе та менопаузи. Реконструкційний рух у цілому був спрямований на створення літургії, яка відповідає гендерній рівності. Ще один важливий крок: Федерація конгрегацій реконструкціоністів також розробила освітні програми, які вчать повному прийнятті лесбійок, а також ритуали, які підтверджують лесбійські стосунки. Рабини-реконструктори обслуговують одностатеві весілля. Реконструкційний юдаїзм також призначає відкритих ЛГБТ чоловіків і жінок рабинами та канторами.
Кілька видатних членів спільноти реконструкційного юдаїзму зосередилися на таких проблемах, як домашнє насильство. Інші доклали зусиль, щоб допомогти жінкам отримати право на розлучення в традиційних єврейських громадах. Багато хто висловлювався за право єврейських жінок молитися вголос і читати Тору біля Стіни плачу в Єрусалимі, зокрема члени групи під «Жінки стіни».
Коли ролі жінок у релігії змінюються, також можуть змінитися ролі чоловіків. В 1979 році, Асоціація рабинів-реконструкторів підтримала принцип, згідно з яким чоловік може передати єврейство наступному поколінню так само, як і жінка.

### Єврейське оновлення
Єврейське оновлення (англ. — Jewish Renewal) — це недавній рух в юдаїзмі, який прагне відновити новітній юдаїзм за допомогою кабалістичних, хасидських, музичних і медитативних практик; він описує себе як «всесвітній трансконфесійний рух, заснований на пророчих і містичних традиціях юдаїзму». Рух єврейського оновлення призначає як жінок, так і чоловіків рабинами та канторами. Лінн Ґоттліб стала першою жінкою-рабином у Єврейському оновлені у 1981 році, а Авіталл Герштеттер, яка живе в Німеччині, стала першою жінкою-кантором у Єврейському оновлені (і першою жінкою-кантором у Німеччині) у 2002 році У 2009 та 2012 роках, відповідно, OHALAH (Асоціація рабинів за єврейське відновлення) випустила заяву правління та резолюцію на підтримку групи «Жінки стіни». У Заяві про принципи OHALAH частково зазначено: «Наші місцеві громади втілюватимуть егалітарні та інклюзивні цінності, які проявляються в різноманітних структурах керівництва та прийняття рішень, забезпечуючи, щоб жінки та чоловіки були повноправними та рівноправними партнерами в кожному аспекті нашої єврейської спільноти життя». У 2014 році OHALAH видав резолюцію правління, в якій, зокрема, зазначено: «Отже, вирішено, що: OHALAH підтримує святкування Місяця жіночої історії, Міжнародного жіночого дня та Дня рівності жінок; OHALAH засуджує всі види сексизму; OHALAH віддана гендерній рівності, зараз і в усіх майбутніх поколіннях; і OHALAH підтримує рівні права незалежно від статі».

### Гуманістичний юдаїзм
Гуманістичний юдаїзм — рух в юдаїзмі, який пропонує нетеїстичну альтернативу в сучасному єврейському житті. Він призначає як чоловіків, так і жінок рабинами, і його першим рабином була жінка, Тамара Колтон, яка була визнана в 1999 році. Першим кантором також була жінка, Дебора Девіс, призначена в 2001 році. У 1996 році Товариство гуманістичного юдаїзму оприлюднило заяву, в якій, зокрема, зазначено: «Ми підтверджуємо, що жінка має моральне право і повинна мати законне право вирішувати, переривати чи ні вагітність відповідно до її власних етичних норм. Оскільки рішення про переривання вагітності має серйозні, незворотні наслідки, його слід приймати з великою обережністю та глибоким усвідомленням складних психологічних, емоційних та етичних наслідків». У 2011 році вони також виступили із заявою, в якій засудили нещодавнє ухвалення Палатою представників Конгресу США «Закону про заборону фінансування абортів платниками податків», який вони назвали «прямим нападом на право жіночого вибору». У 2012 році вони видали резолюцію, що виступає проти положень про совість, які дозволяють релігійним установам бути звільненими від загальноприйнятих вимог щодо надання послуг з охорони репродуктивного здоров'я окремим особам або працівникам. У 2013 році вони видали резолюцію, в якій, зокрема, говорилося: «Товариство гуманістичного юдаїзму щиро підтримує відзначення Дня рівності жінок 26 серпня в пам'ять про річницю прийняття Дев'ятнадцятої поправки до Конституції США, яка дозволяє жінок голосувати; Товариство засуджує гендерну дискримінацію в усіх її формах, включаючи обмеження прав, обмежений доступ до освіти, насильство та підкорення; і Товариство зобов'язується зберігати пильність і виступати в боротьбі за забезпечення гендерної рівності у нашому поколінні і наступних поколіннях».

### Жінки як «софрот» (писарі)
Софрот — множина жіночого роду слова Софер. Софер, софер STaM або софер ST"M (івр. «писець», סופר סת״ם) — єврейський писар, який уміє та має право переписувати сувої Тори, тфілін і мезузот та інші релігійні писання. (ST"M, סת״ם, це абревіатура від Sefer Torahs, Tefillin і Mezuzot. Множина чоловічого роду софера — «софрім» סופרים).
Формуючи основу для обговорення того, що жінки стають софротом, Талмуд Гіттін 45b стверджує: «Сіфрей Тора, тфілін і мезузот, написані єретиком, шанувальником зірок, рабом, жінкою, неповнолітньою особою, кутеанином або євреєм-відступником., непридатні для ритуального використання». Оскільки Арбаа Турім, галахічний кодекс, складений Яковом бен Ашером, не включає жінок у свій список тих, хто не має права писати Сіфрей Тору, деякі вважають це доказом того, що жінкам дозволено писати сувій Тори. Однак сьогодні практично всі ортодоксальні (як сучасні, так і ультра) авторитети заперечують ідею про те, що жінкам дозволено писати Сефер Тору. Проте жінкам дозволено записувати Ketubot — ктуву (шлюбні контракти), STaM, не призначений для ритуального використання, та інші твори Софруту, окрім простого STaM. У 2003 році канадка Авіель Барклі стала першою у світі відомою традиційно навченою жінкою-софером. У 2007 році Джен Тейлор Фрідман, британка, стала першою жінкою-софером, яка написала Сефер Тору. У 2010 році була завершена перша Сефер Тора, написана групою жінок (шість жінок-софер, які були з Бразилії, Канади, Ізраїлю та Сполучених Штатів); ця подія була відома під назвою «Проект жіночої Тори». Крім того, не кожен може написати Сефер Тору; в ідеалі вони повинні бути написані «людиною, яка боїться Б-га».
З жовтня 2010 року до весни 2011 року Джулі Зельтцер, одна з жінок соферів проекту «Жіноча Тора», написала Сефер Тору для виставки в Сучасному єврейському музеї в Сан-Франциско. Це робить її першою американською жінкою-софером, яка написала Сефер Тору; Джулі Зельтцер народилася у Філадельфії і є неконфесійною юдейкою. З весни 2011 року до серпня 2012 року вона написала ще одну Сефер Тору, цього разу для реформаторської конгрегації Бет Ізраїль у Сан-Дієго. 22 вересня 2013 року Конгрегація Бет Елохім з Нью-Йорка посвятила нову Тору, яка, за словами членів Бет Елогім, була першою Торою в Нью-Йорку, написаною жінкою. Ця Тора була написана Ліндою Копплсон. Станом на 2014 рік у світі налічується приблизно 50 жінок-софер.

### Дивись також
- Список жінок у Біблії

- Міньян (кворум із принаймні десяти євреїв, прийнятних для читання певних молитов)
- Жінки в Ізраїлі